# Herchweiler
Herchweiler là một đô thị thuộc huyện Kusel, bang Rheinland-Pfalz, phía tây nước Đức. Đô thị Herchweiler có diện tích 2,85 km², dân số thời điểm ngày 31 tháng 12 năm 2006 là 579 người.